# Sebnitz
Sebnitz est une ville de Saxe (Allemagne), située dans l'arrondissement de Suisse-Saxonne-Monts-Métallifères-de-l'Est, dans le district de Dresde. La ville est située à la frontière avec la république tchèque et connue pour son musée de la fleur artificielle.

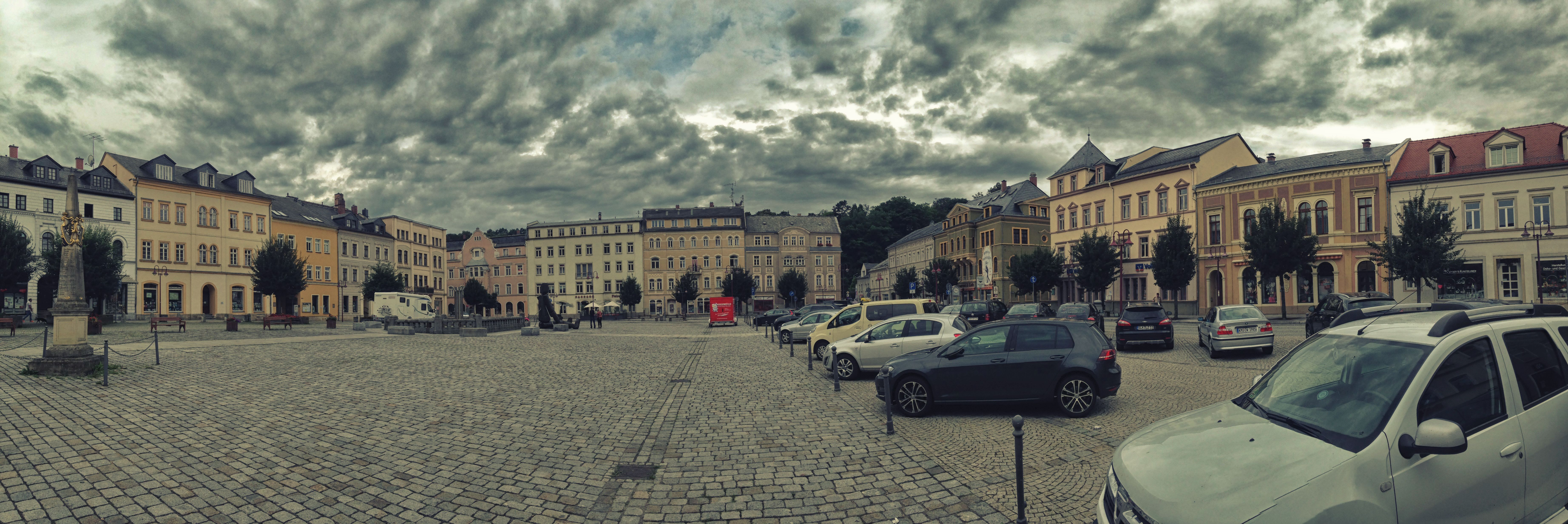
Place principale de Sebnitz